# 鋼の錬金術師 (実写映画)
『鋼の錬金術師』（はがねのれんきんじゅつし）は、荒川弘による日本の漫画『鋼の錬金術師』を原作とした日本の実写映画シリーズ。主演は山田涼介、監督は曽利文彦、製作・配給はワーナー・ブラザース映画。

## 鋼の錬金術師
2017年12月1日に公開された。
通常2D版、IMAX2D版、4DX版、MX4D版の計400スクリーン以上で上映。上映に先立ち、2017年10月25日から開催の第30回東京国際映画祭ではオープニング作品としてワールドプレミア上映された。

### ストーリー
アメストリス国の国家錬金術師、エドワード（以下エド）と弟のアルフォンス（以下アル）のエルリック兄弟は「賢者の石」を求めて旅を続けていた。東部の町リオールで現地の教主コーネロが賢者の石を所持していると聞きつけたエドは、コーネロに石を渡すよう迫ったため彼と騒動を起こしてしまい、たまたま現地を訪れていた国家錬金術師マスタング大佐に身柄を拘束されてしまう。
エルリック兄弟は幼いころ、急死した最愛の母を蘇らせるため禁忌の「人体錬成」を行うも失敗、代償としてエドは左脚と右腕を、アルは肉体を失い魂のみが全身鎧に定着した姿となっていた。エドはアルの肉体を取り戻すため究極の錬金術アイテムである賢者の石を探し求めていたが、コーネロの石も偽物であることが判明し落胆する。
東方司令部に連行されたエドはマスタング大佐から賢者の石の捜索を諦めるよう忠告される。そんなエドの前に旧知のヒューズ中佐と、その上官のハクロ将軍が現れる。ハクロ将軍はエルリック兄弟の力になりたいとキメラ合成の権威・国家錬金術師タッカーを紹介する。
タッカーを訪問したエルリック兄弟と幼馴染のウィンリィは、アルの肉体復活の手がかりは得られなかったものの、かつて賢者の石を研究していたドクター・マルコーの存在を知る。一行はタッカーの研究に協力するためアルだけを残し、マルコーを探しに別の町へ赴く。
マルコーとの面会に成功したエドたちの前に、胸にウロボロスの入れ墨のある女ラストが現れる。ラストはエドとウィンリィを拘束した上でマルコーを殺害してその場を去る。死に際のマルコーから「第5研究所」という言葉と賢者の石の錬成陣を記した紙切れを入手したエドは、ウィンリィの申し出を受けて彼女を残し、タッカーの屋敷へ戻る。
タッカーの屋敷で、エドはタッカーが合成した人語を話すキメラと対面する。しかしそれは、タッカーの幼い娘と飼い犬を合成したものだった。タッカーは逮捕され、エドとアルはタッカーの娘を救えなかったことで深く後悔する。
エドは不眠不休でマルコーから入手した手がかりを調べ始める。見かねたヒューズ中佐がロス少尉と共に協力するが調査は難航する。そこにハクロ将軍が現れ、第5研究所はかつて缶詰工場があった場所だと語る。エルリック兄弟とウィンリィは現地に赴くがそこではなんの手がかりも得られない。
一方、地図を眺めていたヒューズ中佐は、第5研究所の位置が実際は旧捕虜収容所であったことに気づく。そこにマルコーを殺害したラストが現れヒューズ中佐を急襲する。ヒューズ中佐は負傷しながらもラストに反撃しその場から逃れる。マスタング大佐に急ぎ連絡を取ろうとするヒューズ中佐の前にマスタング大佐が現れ銃殺されてしまう。
エドはマスタング大佐の部下ホークアイ中尉と共に身柄を拘束される。マスタング大佐にヒューズ中佐殺害容疑が掛けられたためだった。エドとホークアイ中尉は脱走し第5研究所があった旧捕虜収容所に赴く。その途中、ロス少尉とマスタング大佐が睨みあっている現場に遭遇する。マスタング大佐はロス少尉が偽者であることに気づき、炎で偽のロス少尉を攻撃する。偽者の正体は変身能力を有するホムンクルスのエンヴィーであり、ヒューズ中佐を殺害したのもマスタング大佐になりすました彼であった。そこにホムンクルスのラスト、グラトニーも現れマスタング大佐はホークアイ中尉をかばって負傷してしまう。
第5研究所にたどり着いたエドの前に逮捕されたはずのタッカーが現れる。タッカーにアルとウィンリィを人質に取られ為す術の無いエドは、賢者の石の材料が生きた人間であるという衝撃の事実を知る。
自らの成果を誇るタッカーがその場に到着したラストに殺害された直後、研究所にハクロ将軍が姿を現す。彼こそが今回の一件の黒幕であり、研究所で錬成された大量の賢者の石を核とする人造人間の軍団を造り、世界を征服するという野望を抱いていた。
ハクロ将軍がスイッチを操作して大量の人造人間が起動する。しかし制御不能の人造人間たちがハクロ将軍に襲い掛かり最期を遂げる。その場に到着したマスタング大佐はホークアイ中尉に人造人間たちの急所の頭部を狙撃して倒すよう指示し、自らはエドと共に逃走したラストたちを追う。
ラストたちに追いついたエドたちだが、何度倒しても再生する彼らに苦戦する。しかしエドはエンヴィーの再生速度が以前より遅くなっていることに気づき、彼らの再生能力にも限りがあることを見抜く。
マスタング大佐が炎でエンヴィーを攻撃、再生能力が限界に達していたエンヴィーが遂に倒れる。さらにラストにも連続攻撃を浴びせ彼女が怯んだ隙に体内の賢者の石を抜き取って止めをさす。
マスタング大佐はラストから抜き取った賢者の石をエドに手渡す。しかしエドは生きた人間を材料とした賢者の石を使うことを断念し、他の方法でアルの肉体を取り戻すことを改めて決意するのだった。

### キャスト
- エドワード・エルリック - 山田涼介（幼少期：髙橋來）
- ウィンリィ・ロックベル - 本田翼
- ロイ・マスタング - ディーン・フジオカ
- リザ・ホークアイ - 蓮佛美沙子
- エンヴィー - 本郷奏多
- ティム・マルコー - 國村隼
- アルフォンス・エルリック - 水石亜飛夢[6]（幼少期：星流）
- コーネロ教主 - 石丸謙二郎
- グレイシア・ヒューズ - 原田夏希
- トリシャ・エルリック - 平田薫
- グラトニー - 内山信二
- マリア・ロス - 夏菜
- ショウ・タッカー - 大泉洋（特別出演）
- ニーナ・タッカー - 横山芽生
- マース・ヒューズ - 佐藤隆太
- ハクロ将軍 - 小日向文世
- ラスト - 松雪泰子

### スタッフ
衣装スタッフにはアニメ版でエド役の声優を務めた朴璐美の親友がおり、関係者ではないところから実写映画化をいち早く知った朴は喜んで原作漫画を衣装資料として貸したという。
- 原作 - 荒川弘『鋼の錬金術師』（「ガンガンコミックス」スクウェア・エニックス刊）
- 監督 - 曽利文彦
- 脚本 - 曽利文彦、宮本武史
- 音楽 - 北里玲二、森悠也、高橋哲也、諸橋邦行
- 主題歌 - MISIA「君のそばにいるよ」（アリオラジャパン）[8]
- 製作 - 高橋雅美、松浦克義、藤島ジュリーK.、井上肇、吉崎圭一、大村英治、岩上敦宏、細野義朗、髙橋誠、荒波修、宮崎伸夫、河合俊明
- エグゼクティブプロデューサー - 濱名一哉
- プロデューサー - 葭原弓子
- 協力プロデューサー - 丸山博雄
- ラインプロデューサー - 吉田浩二
- 撮影 - 橋本桂二
- 照明 - 石田健司
- 美術 - 清水剛
- 装飾 - 岩井健志
- 衣装デザイン - 西原梨恵
- 音響効果 / 整音 - 笠松広司
- 録音 - 田中博信
- VE - 阿久津守
- VFX - 松野忠雄
- 監督補 - 副島宏司
- 助監督 - 原田健太郎
- 記録 - 甲斐哲子
- 編集 - 洲﨑千恵子
- 制作担当 - 坪内一
- 企画・制作プロダクション - OXYBOT
- 製作幹事・配給 - ワーナー・ブラザース映画
- 製作 - 映画「鋼の錬金術師」製作委員会（ワーナー・ブラザース映画、スクウェア・エニックス、ジェイ・ストーム、パルコ、電通、毎日放送、S・D・P、WOWOW、アニプレックス、KDDI、GYAO、朝日新聞、OXYBOT）

### 製作
2016年6月上旬にイタリアでクランクイン。CGと実写の融合に定評を持ち、初めてデジタル技術を前面に押し出した映像を手がけるという監督の曽利は、「なるべく原作に沿った形で描きたい」とヨーロッパを文化背景にしながらも、「人種や国籍を特定する形では表現しない」との思いを胸に製作に取り組んでおり、エド役の山田をはじめとする俳優陣も各々なりの意気込みを見せている。同国ではトスカーナ州のピエンツァ、ヴォルテッラ、シエーナ、フィレンツェで撮影したほか、フェッロヴィーエ・デッロ・スタートの協力を得て、100年前の機関車を実際に走行させた撮影も行っている。このほかに神戸市、加東市、舞鶴市、和歌山県のポルトヨーロッパでも撮影している。
当初はアルの配役に関し、水石はモーションアクターとしての起用に過ぎず、声優は別途配役する予定だった。しかし、撮影現場での演技が認められ、特に原作者の荒川は「撮影中はアルの代役という立場でありながら、山田さんとの掛け合いがとても素晴らしかったことから起用につながった」と絶賛したうえ、曽利も「彼のスタンドインとしての演技があまりに素晴らしく、特に兄弟げんかのシーンを撮影したとき、山田くんと水石くんの絶妙なコンビネーションを見て、アルの声優は水石くんでいこうと決めた」と高評したことから、水石が声優も担当することになった。また、曽利は完成した映画を見たアニメ版声優の釘宮理恵が、水石の演技を大絶賛したことも明かしている。

### ノベライズ
- 映画ノベライズ『鋼の錬金術師』（新泉司著、スクウェア・エニックス刊、2017年12月5日発売、ISBN 978-4-75-755544-0）

### コラボレーション
サンリオ
本作品のキャラクターたちをサンリオがデザインとプロデュースするプロジェクトを展開。2017年9月1日には「SANRIO EXPO 2017」にてデザインが公開され、グラトニー役の内山が登壇した。

### 評価
メディアシンクのニュースサイト「デイリーニュースオンライン」によれば、前述のように登場人物の配役を日本人俳優で揃えたため、第一報の直後からインターネット上では非難が続出しており、「マスタングは及川光博が演じるべきだった」などと「夢と化した理想のキャスティング」が話題となった一方、各俳優へのファンからのエールの声や、グラトニー役の内山とエンヴィー役の本郷については「唯一の救い」とする見方も出たとのこと。
編集プロダクション映芸の季刊誌『映画芸術』による2017年の日本映画ベストテン&ワーストテンでは、ワーストテン第5位に本作品が挙げられている。

## 鋼の錬金術師 完結編 復讐者スカー / 最後の錬成
第2作『鋼の錬金術師 完結編 復讐者スカー』（はがねのれんきんじゅつし かんけつへん ふくしゅうしゃスカー）と第3作『鋼の錬金術師 完結編 最後の錬成』（はがねのれんきんじゅつし かんけつへん さいごのれんせい）の前後編2部作として、それぞれ2022年5月20日と6月24日に連続公開。

### キャスト（完結編）

#### 復讐者スカー
- エドワード・エルリック - 山田涼介
- ウィンリィ・ロックベル - 本田翼
- ロイ・マスタング - ディーン・フジオカ
- リザ・ホークアイ - 蓮佛美沙子
- エンヴィー - 本郷奏多
- ランファン - 黒島結菜
- リン・ヤオ - 渡邊圭祐
- セリム・ブラッドレイ - 寺田心
- グラトニー - 内山信二
- スカーの兄 - 大貫勇輔
- メイ・チャン - ロン・モンロウ
- アルフォンス・エルリック - 水石亜飛夢
- ゾルフ・J・キンブリー - 山田裕貴
- ジャン・ハボック - 深水元基
- ハイマンス・ブレダ - 加治将樹
- ヴァトー・ファルマン - 杉本海凪
- ケイン・フュリー - 熊谷魁人
- アルフォンス・エルリック（モーションアクター）、兵士A - 林勇輝
- トト - 田村海琉（少年忍者 / ジャニーズJr.）
- ブラッドレイ夫人 - 堀内敬子
- スカーの師父 - 麿赤兒
- キング・ブラッドレイ / ラース - 舘ひろし（特別出演）
- ユーリ・ロックベル - 藤木直人
- サラ・ロックベル - 奥貫薫
- バルド - 高橋努
- 飲食店店主 - モロ師岡
- シャン - 大方斐紗子
- ジョリオ・コマンチ - 岩崎ひろし
- ラスト - 松雪泰子（回想）
- アレックス・ルイ・アームストロング - 山本耕史
- フー - 筧利夫
- ノックス - 杉本哲太
- ピナコ・ロックベル - 風吹ジュン
- マース・ヒューズ - 佐藤隆太
- スカー - 新田真剣佑
- ヴァン・ホーエンハイム / お父様 - 内野聖陽

#### 最後の錬成
- エドワード・エルリック / ヴァン・ホーエンハイム（奴隷23号時代） / お父様（青年姿） - 山田涼介
- ウィンリィ・ロックベル - 本田翼
- ロイ・マスタング - ディーン・フジオカ
- リザ・ホークアイ - 蓮佛美沙子
- エンヴィー - 本郷奏多
- ランファン - 黒島結菜
- リン・ヤオ / グリード - 渡邊圭祐
- セリム・ブラッドレイ / プライド - 寺田心
- グラトニー - 内山信二
- メイ・チャン - ロン・モンロウ
- アルフォンス・エルリック - 水石亜飛夢
- ジャン・ハボック - 深水元基
- ハイマンス・ブレダ - 加治将樹
- ヴァトー・ファルマン - 杉本海凪
- ケイン・フュリー - 熊谷魁人
- シグ・カーティス - 阿見201
- アルフォンス・エルリック（モーションアクター） - 林勇輝
- 露天商 - 犬山ヴィーノ
- 森郁月
- バッカニア - 丸山智己
- イズミ・カーティス - 遼河はるひ
- マイルズ - 平岡祐太
- レイブン - 大和田伸也
- キング・ブラッドレイ / ラース - 舘ひろし（特別出演）
- スロウス（声） - 鈴木智則
- ドルマン将軍 - 佐戸井けん太
- オスター将軍 - 大鷹明良
- シュルツ将軍 - 大澄賢也
- クセルクセス王 - 品川徹
- アレックス・ルイ・アームストロング - 山本耕史
- フー - 筧利夫
- オリヴィエ・ミラ・アームストロング - 栗山千明
- ピナコ・ロックベル - 風吹ジュン
- トリシャ・エルリック - 仲間由紀恵
- スカー - 新田真剣佑
- ヴァン・ホーエンハイム / お父様 / フラスコの中の小人（声） - 内野聖陽

### スタッフ（完結編）
- 原作 - 荒川弘『鋼の錬金術師』（「ガンガンコミックス」スクウェア・エニックス刊）
- 監督 - 曽利文彦
- 脚本 - 曽利文彦、宮本武史
- 音楽 - 北里玲二、高橋哲也、前田泰弘
- 製作 - 東立、高橋雅美、池田宏之、阿部隆二、藤島ジュリーK.、森田圭、岩上敦宏、細野義朗、中野伸二
- エグゼクティブプロデューサー - 濱名一哉
- プロデューサー - 葭原弓子
- 協力プロデューサー - 宇田充
- 企画協力 - 『月刊少年ガンガン』編集部（下村裕一、野本裕子）
- ラインプロデューサー / 制作担当 - 坪内一
- 撮影 - 橋本桂二
- 照明 - 石田健司
- 美術 - 清水剛
- 装飾 - 岩井健志、石田満美
- 衣装デザイン - 西原梨恵
- ヘアメイクディレクター - 酒井啓介
- 音響効果 / 整音 - 笠松広司
- 録音 - 田中博信
- VE - 阿久津守
- 監督補 - 副島宏司
- 編集 - 洲﨑千恵子
- VFXスーパーバイザー - 植原秀登
- 助監督 - 原田健太郎、松下洋平
- アクション監督 - 出口正義
- キャスティングディレクター - 長尾絵理、金井塚潤
- オーケストレーター - 小林雄
- 音楽プロデューサー - 前田泰弘
- 配給 - ワーナー・ブラザース映画
- 企画・制作プロダクション - OXYBOT
- 製作 - 映画「鋼の錬金術師2&3」製作委員会（OXYBOT、ワーナー・ブラザース映画、スクウェア・エニックス、ジェイ・ストーム、KDDI、アニプレックス、S・D・P、毎日放送、IMM）

### 製作（完結編）
『鋼の錬金術師』連載20周年の新プロジェクトの一環として、2022年3月2日に発表された。それに先駆け、同年2月17日には新プロジェクトの始動と共にスカーを写したビジュアルが解禁されている。
前作と同じくイタリアでの撮影を予定していたが、COVID-19パンデミックの影響を受けて断念し、千葉県鋸南町にオープンセットを作り撮影している。
2022年3月12日には新場面写真が公開されたほか、原画展『鋼の錬金術師展 RETURNS』の大阪会場にて衣装展示も決定したことが報じられている。